# Grażyna Banaszkiewicz
Grażyna Banaszkiewicz (ur. 24 stycznia 1953 w Poznaniu) – reżyser telewizyjnych filmów dokumentalnych i programów poetyckich, poetka, dziennikarka, fotografik.

## Działalność
Pracę dziennikarską, skoncentrowaną na problematyce kulturalnej, rozpoczęła od współpracy z prasą codzienną Poznania w 1972. Od 1974 do 1981 etatowo związana z ukazującym się wówczas w Poznaniu magazynem ilustrowanym "TYDZIEŃ". Od 1979 do 1981 i od 1985 do 2011 w Telewizji Polskiej S.A.
W latach 1982–1985 współtworzyła tygodnik "Wprost", publikując w nim m.in. autorskie rozmowy z ludźmi kultury i polityki.
Współpracowała z kilkoma tytułami ogólnopolskiej prasy kulturalnej (m.in. "Życie Literackie", "Przekrój", "Szpilki", "ARTeon").
W latach 1996–2000 na łamach "Głosu Wielkopolskiego" publikowała cotygodniowe autorskie felietony "ABC Dobrych Manier".
Od 2000 współpracownik "Gazety Antykwarycznej", następnie "SZTUKA.pl" (do 2010); traktującej o rynku sztuki antykwarycznej i współczesnej, magazynu "ARTluk" oraz kwartalnika Portu Lotniczego Poznań "ŁAWICA".
W latach 2007–2009 prezentowała poznańskich artystów na wystawach w weneckim Magazini del Sale i Muzeum Sztuki Współczesnej Ca’Pesaro, natomiast w 2010 (maj/lipiec) wystawiała artystów Veneto Spa+A w Galerii „Profil” CK ZAMEK w Poznaniu.
Autorka publikacji "Rozumieć sztukę" (MEN 1995) – książka wydana jako dodatek do kaset z programami edukacyjnymi. Współautorka, wraz z Jerzym Unierzyskim, albumu "POZNAŃ" (Wyd. "Kontra" 2000). Współtwórczyni PARKU SZTUKI w Baranowie k. Poznania. W latach 1990–1996 i 2002–2005 organizatorka ogólnopolskich, (w dwóch ostatnich edycjach międzynarodowych) wystaw z cyklu "Paleta Erosa". Organizatorka wystawy poznańskich artystek plastyczek "ONE – ELLE – THEM" w galerii CENTRALE LOUNGE w Wenecji (maj/czerwiec 2006).
Na antenie TVP3-Poznań autorka kolejno: "Magazynu Kulturalnego" (1985–1996), "Co dobrego w Poznaniu?" (2000–2002), magazynu "Afisz" (2003–2004), a także wielu reportaży społeczno-kulturalnych, w tym reportażu "Polska-Niemcy-Europa" o 60-leciu Instytutu Zachodniego. Na antenie TVP3 współpracuje też z ogólnopolskim programem kulturalnym "Regiony Kultury" (2002–2005).
Autorka magazynu naukowego "EUREKA" (2003), ukazującego sylwetki poznańskich naukowców – profesorów: Jacka Fisiaka, Bohdana Gruchmana, Jacka Juszczyka, Hanny Kočki-Krentz, Andrzeja Komosy, Lecha Krzyżaniaka, Andrzeja B. Legockiego, Andrzeja Mackiewicza, Marka Świtońskiego, Jana Węglarza. Współredagująca produkowanych na antenę PTV3 w Studiu Akademickim UAM programów "Kwadrans Akademicki" (2005–2006). Redagowała Magazyn Akademicki "INDEKS" (PTV3 2007–2008). W latach (2005–2009) współpracowała z programem "Wokół Wielkiej Sceny" (TVP1, TVP Kultura).Od 2005 r. realizuje reportaże z wydarzeń kulturalnych i naukowych w cyklu TVP3 "OKNO NA WIELKOPOLSKĘ". Od 2006 r. autorka omówień wydarzeń kulturalnych i felietonów na stronie internetowej www.europartner.com.pl i www.naturalnie.com.pl, a obecnie także www.poznanpolis.pl.
Od lat zafascynowana fotografią sama z powodzeniem ją uprawia. Jej zdjęcia można znaleźć m.in. w prasie opisującej sztukę, na licznych portalach internetowych, natomiast cykl realizowany od blisko 20 lat "Moje Zachody Słońca" (zdjęcia wykonywane cały czas z tego samego miejsca, z XVI p.) pokazywany był w Galerii Domu Literatury Biblioteki Raczyńskich w Poznaniu w miesiącach wrzesień-listopad 2010 r.
Kwiecień 2011: „Prosto w Słońce” – Muzeum - Pracownia Literacka Arkadego Fiedlera w Puszczykowie.
Maj-czerwiec 2011: udział w wystawie „Mój Izrael” – Galeria JCC w Krakowie.
Prowadzi działalność społeczną na rzecz Olimpiad Specjalnych, Towarzystwa Przyjaciół Poznańskiej Fary i innych. Członek Filii Fundacji Kultury Polskiej w Poznaniu.
Od 1990 członek Stowarzyszenia Filmowców Polskich, od 1995 członek Sądu Koleżeńskiego SFP.
Rzecznik Prasowy Stowarzyszenia na Rzecz „Deklaracja Terezin 2009”.

## Filmografia

### Ważniejsze filmy dokumentalne
- 1985

1. "WARCZYGŁOWA" – o malarzu prymitywiście Zygmuncie Warczygłowie
2. "LĘKI" – o Michale Choromańskim
3. "ŻYJE SIĘ TYLKO CHWILĘ" – o Halinie Poświatowskiej

- 1986

1. "GODZINA ŻYCIA – GODZINA ŚMIERCI" – o Stanisławie Grochowiaku

- 1987

1. "BEZ OGRANICZEŃ" – o artyście plastyku Bronisławie Schlabsie
2. "ŚLAD" – o artyście plastyku Jędrzeju Stępaku
3. "Z TIFFANIEGO" – o artyście plastyku Ryszardzie Kulmie

- 1988

1. "PIĘTNO" – o Kazimierze Iłłakowiczównie
2. "POMIĘDZY" – krótkometrażowa fabuła telewizyjna
3. "PRZESTRZENIE" – o matematyku z tzw. Lwowskiej Szkoły Banacha – prof. Władysławie Orliczu

- 1989

1. "STRUKTURA CZŁOWIEKA" – o Krzysztofie Zanussim
2. "Z RZECZYWISTOŚCI" – o Krzysztofie Kieślowskim

- 1990

1. "WIARO MALUTKA" – o ks. Janie Twardowskim
2. "MAGNIFIKUS NORBERTA SKUPNIEWICZA"
3. "MAPA POGODY" – o art. plast. Jerzym Jurdze

- 1991

1. "GALAKTYKA JACKA STRZÓDKI"
2. "NAZYWAĆ RZECZY PO IMIENIU" – o Ryszardzie Krynickim

- 1992

1. "POMNAŻANIE ŻYCIA" – o Andrzeju Kuśniewiczu (cz. I i II)

- 1993

1. "W PÓŁ SŁOWA" – o Annie Kamieńskiej

- 1994

1. "KSIĄŻKA – RĘKODZIEŁO"
2. "OGRODY JĘDRZEJA STĘPAKA"
3. "PRZESTRZEŃ KRZESIMIRA..." – o kompozytorze Krzesimirze Dębskim
4. "POWRÓT STEFANA ANDRZEJA BORSUKIEWICZA"
5. "PODRÓRZE EDWARDA DWURNIKA" – o twórczość artysty plastyka Edwarda Dwurnika

- 1995

1. "ANDRZEJA OKIŃCZYCA PORTRETOWANIE"

- 1996

1. "ZNAKI WYOBRAŹNI" – o Tadeuszu Śliwiaku
2. "ORGANY ROMANA KOSMALI"

- 1998

1. "Zobaczyć i zrozumieć" – o Wydziale Bioniki poznańskiej ASP

- 1999

1. "SMUTNE PÓŁ RYCERZY ŻYWYCH" – o Leszku Proroku

- 2000

1. "Spotkanie: FLUXUS" – o awangardowym ruchu artystycznym lat 60. i 70. w Europie

- 2004

1. "POLSKA – NIEMCY – EUROPA" – 60 lat działalności Instytutu Zachodniego w Poznaniu

- 2004

1. "Panie Prezydencie..." – filmowy portret byłego prezydenta Poznania Andrzeja Wituskiego
2. "Sposób na życie" – filmowy portret najstarszego poznańskiego dziennikarza Zdzisława Beryta
3. redaktor-producent spektaklu Teatru TV: "Wesołe miasteczko" Marka Pruchniewskiego w reżyserii Sławomira Fabickiego /em. 6 XII 2004 r./

- 2005

1. "Przystanki nie tylko poetyckie" – o Aleksandrze Rozenfeldzie
2. "Z potrzeby utrwalania" – filmowy portret fotoreportera Jerzego Unierzyskiego
3. "Rozpięta przestrzeń" – film dokumentalny o jednej z najwybitniejszych polskich artystek-tkaczek Jolancie Owidzkiej[1].
4. "EMMETT WILLIAMS READ MY LIFE IN FLUXUS – AND VICE VERSA"
5. "Wyprawa Intelektualna" – VIII Poznański Festiwal Nauki i Sztuki

- 2006

1. "www.NAUKA.pl" – IX Poznański Festiwal Nauki i Sztuki

- 2007

1. "W cieniu WRONY"
2. "ARKA Józefa Wilkonia" – o twórczości artysty plastyka Józefa Wilkonia
3. "Life is a story" – o twórczości Izabelli Gustowskiej.
4. "Czy te drzewa rosną..." – o poecie Ryszardzie Krynickim
5. "Ryszard Krynicki: słowo-książka-obraz"

- 2008

1. "Bardzo długi obraz" – o twórczości Andrzeja Kurzawskiego
2. "ARTYSTYCZNE MEDIACJE"

- 2009

1. "Dzieci Ulicy – PROWINCJONALIA 2009"
2. "Od Wszechnicy do Uniwersytetu" – 90 lat Uniwersytetu im. Adama Mickiewicza w Poznaniu
3. "Szedł za marzeniem" – 35-lecie Muzeum Arkadego Fiedlera
4. "DEKALOG Komedy" – o Krzysztofie Komedzie

### Programy poetyckie
- 1993 – "KONIEC I POCZĄTEK" – wiersze Wisławy Szymborskiej
- 1994 – "MY" – wiersze Ewy Lipskiej

### Cykle
- W latach 1990–1996 na antenie II programu Telewizji cykliczny, comiesięczny program pt. "MOJE KSIĄŻKI"
- 1995 – "Rozumieć sztukę" – przewodnik książkowy do pakietu multimedialnego, wydawca: Ministerstwo Edukacji Narodowej i TVP S.A.
- 2000 – opracowanie albumu fotograficznego "POZNAŃ" Jerzego Unierzyskiego
- 2003 – Magazyn Naukowy "EUREKA"
- 2005–2006 – "Kwadrans Akademicki" – program Studia Telewizyjnego UAM emitowany na antenie TVP3
- 2007–2008 – Magazyn Akademicki "INDEKS"
- od 2005 do dzisiaj  – reportaże z bieżących wydarzeń kulturalnych i naukowych oraz sylwetki twórców w cyklu TVP3 "OKNO NA WIELKOPOLSKĘ"
- 2008–2009 – "Wokół wielkiej sceny" – współpraca.

## Tomiki poetyckie
- 1972 – "Poszukiwanie"
- 1990, 1994 – "Mężczyźni, od których umieramy"
- 1998 – "Własne-cudze życie"
- 2003 – "Wyznania" – wybór z poprzednich tomików, wydanie dwujęzyczne – polsko-niemieckie
- 2010  – "Świat bez pomysłu"

## Nagrody
- Za cykl rozmów z twórcami i politykami – Nagroda Prezesa RSW Prasa – 1985.
- Za twórczość telewizyjną – Nagroda Prezesa ds. Radia i Telewizji – 1990.
- Za popularyzowanie książek i czytelnictwa – Nagroda Polskiej Izby Książki – 1999.
- Za działalność charytatywną Medal "To Be Human" – 2002.
- Żelazne Pióro – Dziennikarska Osobowość 2006 roku.
- Medal Poznańskiego Towarzystwa Przyjaciół Nauk "VERITAE ET SCIENTIA" – 2007.
- Za krzewienie idei pracy organicznej SREBRNY MEDAL "LABOR OMNIA VINCIT", przyznany przez Towarzystwo im. Hipolita Cegielskiego – 2009.
- Nagroda Marszałka Województwa Wielkopolskiego - w dziedzinie Kultury – 2009
- Przyznanie Statuetki Honorowego Hipolita oraz nadanie Godności Lidera Pracy Organicznej przez Towarzystwo im. Hipolita Cegielskiego w Poznaniu – 2011